# Gerhard Hard
Gerhard Hard (* 12. Juni 1934; † 31. Mai 2024) war ein deutscher Geograph und Hochschullehrer, der ab den 1960er Jahren die Geschichte, Methoden und Gegenstände in der deutschen Geographie und im Besonderen der Landschaftsgeographie kritisch untersuchte.

## Wissenschaftlicher Werdegang
Hard studierte in Saarbrücken und Freiburg im Breisgau Geographie, Germanistik und Biologie. Er promovierte 1962 an der Universität des Saarlandes mit einer vegetationsgeographischen Dissertation über Kalktriften zwischen Westrich und Metzer Land und habilitierte 1969 an der Universität Bonn mit der methodenkritischen Studie Die ‚Landschaft‘ der Sprache und die ‚Landschaft‘ der Geographen. 1970 wurde er in Bonn Professor für Geographie und ihre Didaktik. Nachdem er von 1971 an ordentlicher Professor an der Pädagogischen Hochschule Rheinland gewesen war, wechselte er 1977 an die Universität Osnabrück, wo er bis 1999 den Lehrstuhl für Physische Geographie innehatte.
Hard starb am 31. Mai 2024 im Alter von 89 Jahren.

## Wissenschaftliche Leistungen
In einer semantischen Analyse des Begriffs Landschaft konnte Gerhard Hard zeigen, dass dieser für die deutsche Geographie zentrale Begriff, der der Malerei und der ästhetischen Betrachtung eines Raumausschnitts entsprungen ist, weiterhin vielfältige ästhetische Konnotationen trägt. Mit dem Nachweis, dass diese die wissenschaftliche Arbeit vieler Geographen durchzieht, gilt Gerhard Hard bei vielen deutschen Geographen seither als enfant terrible der Profession. Hards Status innerhalb der theoretischen Geographie beruht auf seiner äußerst profunden Kenntnis der Sprachphilosophie und der analytischen Wissenschaftstheorie, die er auf den Gegenstand der Geographie und diese bzw. ihre wissenschaftlichen Vertreter anwendete. Aus seinen Kenntnissen als Vegetationsgeograph weitete Gerhard Hard seine Kritik auf die Grünplanung, die Landespflege und den Naturschutz aus, weil diese der ästhetischen Landschaftsvorstellung der Geographie folgen.
Gegen die szientistische Verwendung des Landschaftsbegriffs in der Geographie stellte er u. a. in Anlehnung an Stephen Toulmin, Thomas S. Kuhn, Imre Lakatos u. Jerome Ravetz eine Landschaftskunde als Folk-Science, die er im Sinne von Karl-Heinrich Hülbusch zur Indizienwissenschaft weiterentwickelte. Die Vegetation galt ihm als Indiz, weshalb er die Vegetationsausstattung eines Raumes nicht als natürliches Phänomen klassifizierte, sondern als Spur menschlicher Handlungen las. Diese Vorgehensweise hat er auch auf die Stadtentwicklung übertragen, oft mit unkonventionellen Methoden.

## Publikationen (Auswahl)
- 1970: Der Totaleindruck der Landschaft. Beihefte zur Geographischen Zeitschrift 23: S. 49–73.
- 1970: Die Landschaft der Sprache und die Landschaft der Geographen. Dümmler, Bonn.
- 1970: Noch einmal: Landschaft als objektivierter Geist. Zur Herkunft und zur forschungslogischen Analyse eines Gedankens. Die Erde 101 (3): S. 171–197.
- 1973: Die Geographie – Eine wissenschaftstheoretische Einführung. de Gruyter, Berlin, New York.
- 1979: Die Disziplin der Weißwäscher. In: Zur Situation der deutschen Geographie zehn Jahre nach Kiel, S. 11–44, Osnabrück.
- 1983: Zu Begriff und Geschichte der Natur in der Geographie des 19. und 20. Jahrhunderts. In: G. Großklaus, E. Oldemeyer (Hg.): Natur als Gegenwelt. Beiträge zur Kulturgeschichte der Natur. von Loeber, Karlsruhe: S. 139–167.
- 1985: Städtische Rasen, hermeneutisch betrachtet. In: Festschrift Elisabeth Lichtenberger, S. 29–52, Klagenfurt.
- 1988: Selbstmord und Wetter – Selbstmord und Gesellschaft. Steiner, Stuttgart.
- 1990: Disziplinbegegnung an einer Spur. In: Hard-Ware, Notizbuch 18 der Kasseler Schule, S. 1–53, Kassel.
- 1991: Landschaft als professionelles Idol. In: Garten und Landschaft, H. 3/1991, S. 13–18.
- 1991: Konfusionen und Paradoxien. In: Garten und Landschaft, H. 1/1992, S. 13–18.
- 1995: Spuren und Spurenleser. Osnabrücker Studien zur Geographie Bd. 16 (PDF; 1,2 MB).
- 1998: Ruderalvegetation – Ökologie & Ethnoökologie, Ästhetik und Schutz. Notizbuch 49 der Kasseler Schule.
- 2001: Landschaft und Raum. Aufsätze zur Theorie der Geographie, Band 1. Universitätsverlag Rasch, Osnabrück.
- 2000: Von melancholischer Geographie. In: Geographische Revue, 2 (2): S. 39–66.
- 2003: Dimensionen geographischen Denkens. Aufsätze zur Theorie der Geographie Bd. 2. Osnabrück.
- 2004: Von einem neuerdings erhobenen konfessionellen Ton in der Geographie. In: geographische revue, 6 (1): S. 39–54.
- 2005: Gemalte Poesie. Landschaft in Sprache und Kunst. Politische Ökologie 23 (96): S. 19–21.
- 2008: Der Spatial Turn, von der Geographie her beobachtet. In: J. Döring & T. Thielmann (Hg.): Spatial Turn. Das Raumparadigma in den Kultur- und Sozialwissenschaften. transcript, Münster: S. 263–315.

- insgesamt ca. 220 wissenschaftliche Veröffentlichungen, darunter 14 Bücher